# Overpass Graffiti
«Overpass Graffiti» es una canción del cantautor inglés Ed Sheeran, lanzada a través de Asylum Records UK el 29 de octubre de 2021 como el tercer sencillo de su quinto álbum de estudio, = (2021). Fue escrito y producido por Sheeran, Johnny McDaid y Fred.

## Promoción y lanzamiento
El 19 de agosto de 2021, Sheeran anunció su cuarto álbum de estudio, =, en el que la canción figura en la lista de canciones. Más tarde interpretó la canción para la serie Tiny Desk Concert de NPR el 26 de octubre de 2021. El 29 de octubre de 2021, se lanzó «Overpass Graffiti» junto con el álbum como tercer sencillo.

## Composición
«Overpass Graffiti» es una canción de synth-pop en tempo rápido que está escrita en la clave de Do mayor y está compuesta en tiempo común ( 4
4 ).

## Vídeo lírico
Un video con la letra de la canción se subió a YouTube el 29 de octubre de 2021 junto con los otros videos con la letra de las canciones que aparecieron en la lista de canciones de = .

## Video musical
El video musical de la canción se lanzó el 29 de octubre de 2021 en la cuenta de YouTube de Sheeran el mismo día del lanzamiento de su álbum principal, que fue dirigido por Jason Koenig, quien anteriormente dirigió los videos musicales oficiales de «Shape of You», «Galway Girl», «Perfect», «South of the Border» y «Put It All on Me». El video musical presenta al luchador de sumo profesional retirado Yamamotoyama Ryūta (acreditado como "Yama") quien aparece por primera vez hacia el final del clip invitando a Sheeran a dar un paseo en el autobús, así como también presenta un cameo de Emilio Rivera. Finalmente, el fragmento de la versión japonesa del gran éxito de Sheeran «Shape of You» de la cantante japonesa MARINA se escuchó durante los créditos finales. En un abrir y cerrar de ojos y te perderías la escena en la fiesta que brilla en la oscuridad, la boxeadora, Pegouskie, de 'Shape of You', aparece en una postura de boxeo con Sheeran.

## Recepción de la crítica
Stereogum describió la canción como «new wave-esco»". En una reseña del álbum, The New York Times dijo acerca de la canción: «Al menos la mejor canción del álbum es también la que parece destinada a ser el próximo hit-para-escuchar-hasta-que-te-canses: "Overpass Graffiti", un retroceso a los años 80, temperamental y lleno de sintetizadores, que suena como una actualización más melancólica de "Young Turks" de Rod Stewart.» En un artículo sobre la canción, Genius la describió como «una canción inspirada en el synth-pop de los 80 sobre luchar para superarlo después de una ruptura».

## Créditos y personal
- Ed Sheeran – voz, coros, guitarra acústica, composición, producción, redacción
- Johnny McDaid – coros, bajo, guitarra eléctrica, teclados, programación, producción, ingeniería, composición
- Fred – bajo, batería, teclados, programación, coros, guitarra acústica, producción, ingeniería, composición
- Louise Clare Marshall – voces adicionales
- Stuart Hawkes – masterización
- Stent Mark "Spike" – mezcla
- Graham Archer – ingeniería, producción vocal
- Kieran Beardmore – asistencia de mezcla
- Charlie Holmes – asistente de mezcla
- Will Reynolds – asistencia de ingeniería
- Hal Ritson – ingeniería adicional

## Posicionamiento en listas
| Listas (2021)                             | Mejor posición |
| ----------------------------------------- | -------------- |
| Alemania (Offizielle Deutsche Charts)     | 17             |
| Australia (ARIA)                          | 8              |
| Austria (Ö3 Austria Top 40)               | 20             |
| Canadá (Canadian Hot 100)                 | 23             |
| Dinamarca (Tracklisten)                   | 16             |
| Eslovaquia (Rádio Top 100)                | 58             |
| Eslovaquia (Singles Digitál Top 100)      | 19             |
| España (PROMUSICAE)                       | 81             |
| Estados Unidos (Billboard Hot 100)        | 41             |
| Finlandia (OFC)                           | 12             |
| Global 200 (Billboard)                    | 11             |
| Hungría (Single Top 40)                   | 15             |
| Irlanda (IRMA)                            | 4              |
| Italia (FIMI)                             | 66             |
| Japón (Japan Hot 100)                     | 99             |
| Lituania (AGATA)                          | 24             |
| Países Bajos (Dutch Top 40)               | 25             |
| Países Bajos (Mega Single Top 100)        | 27             |
| Noruega (VG-lista)                        | 21             |
| Nueva Zelanda (Recorded Music NZ)         | 10             |
| Portugal (AFP)                            | 44             |
| Reino Unido (UK Singles Chart)            | 4              |
| República Checa (Singles Digitál Top 100) | 20             |
| Singapur (RIAS)                           | 17             |
| Sudáfrica (RISA)                          | 26             |
| Suecia (Sverigetopplistan)                | 19             |
| Suiza (Schweizer Hitparade)               | 13             |

## Historial de lanzamientos
| Región | Fecha                   | Formato(s)                    | Sello discográfico | Ref.   |
| ------ | ----------------------- | ----------------------------- | ------------------ | ------ |
| Varios | 29 de octubre de 2021   | Descarga digital streaming CD | Atlantic           | [ 39 ] |
| Italia | 12 de noviembre de 2021 | Radio de éxito contemporáneo  | Warner             | [ 40 ] |